# Cristoforo I Baschenis
Cristoforo I Baschenis (documentato dal 1465 – al 1490) è stato un pittore italiano, appartenente ad una delle più popolari botteghe di pittori itineranti presenti per nel Bergamasco, e nel Trentino.
- La dinastia di Lanfranco
  - Antonio Baschenis (doc. 1450/1490)
  - Angelo Baschenis (doc. 1450/1490)
  - Giovanni e Battista Baschenis (doc. 1471/1503)
    - figlio di Giovanni Dionisio Baschenis (doc. 1493)
- La dinastia di Cristoforo
  - Cristoforo I Baschenis (doc. 1465/1475)
  - Simone I Baschenis (doc. 1488/1503)
  - Cristoforo II Baschenis (doc. 1472/1520)
  - Simone II Baschenis (1495 ca. /1555)
  - Filippo Baschenis (doc. 1537/ 1596)
  - Cristoforo Baschenis il Vecchio  (1520 ca/1613 ca.)
  - Cristoforo Baschenis il Giovane (1560 ca./1626 ca.)

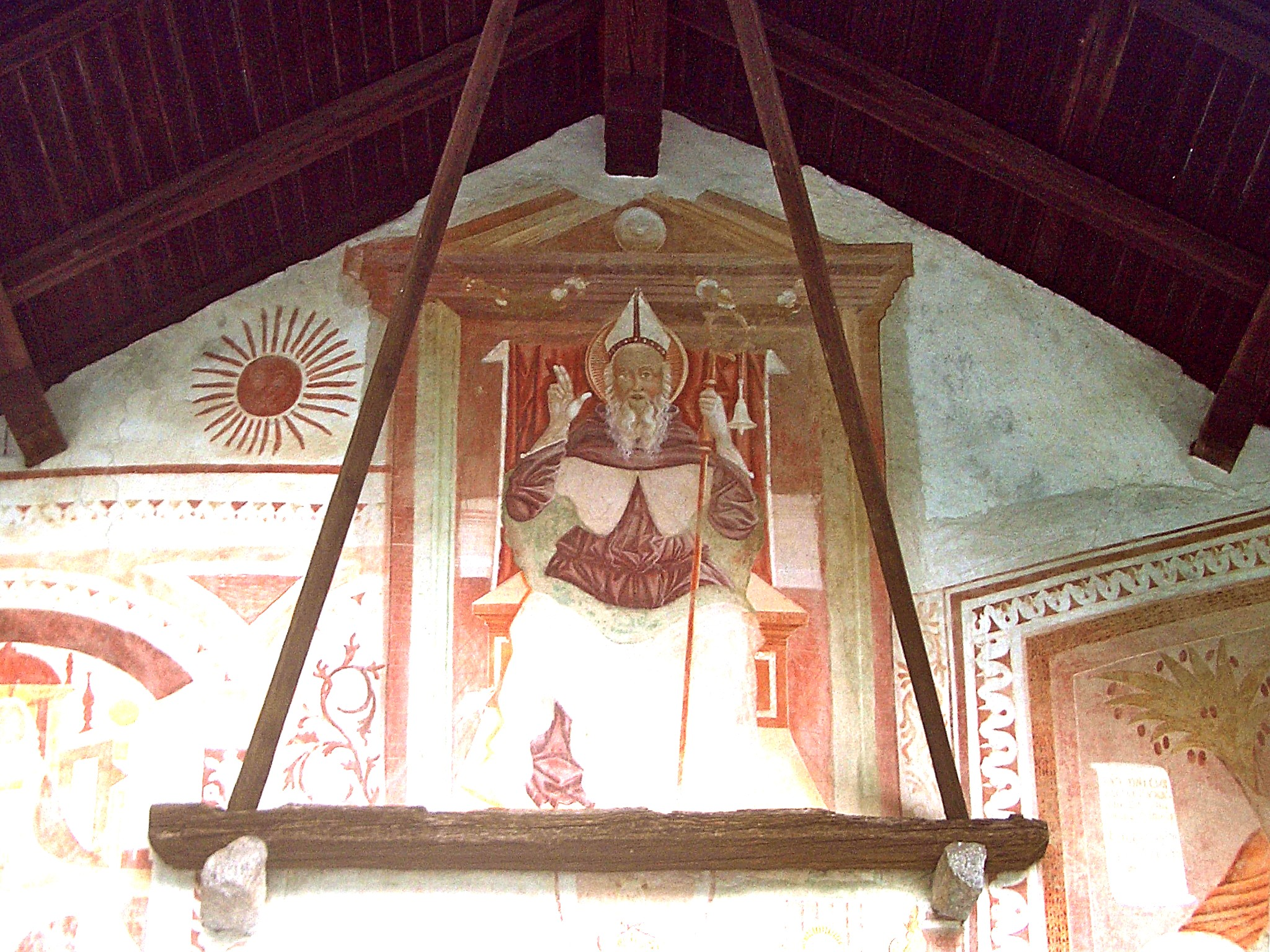
Sant'Antonio Abate, affresco della facciata, 1474, Pelugo, chiesa di Sant'Antonio Abate.

  - Pietro Baschenis (1590 ca./1630)
  - Evaristo Baschenis (1617/1677)

## Profilo ed opere
Cristoforo I è il capostipite, in senso pittorico, di uno dei due rami della famiglia Baschenis.
Risulta da fonti documentali che fu residente a Colla, frazione di Santa Brigida (BG) e che soggiornò per qualche tempo a Brescia; ma - per quanto è noto - lavorò prevalentemente in Trentino.
Nel 1474 lo troviamo a Pelugo in Val Rendena dove sulla facciata della chiesa cimiteriale dedicata a Sant'Antonio Abate, sotto la falda del tetto, dipinse una grande immagine del santo dedicatario.
Si tratta dell'unica sua opera di certa attribuzione, firmata e datata (6 ottobre 1474).
Si tratta di un affresco che testimonia una qualche attenzione alle novità rinascimentali che si diffondevano in Lombardia nella seconda metà del Quattrocento. 
A proposito di quest'opera si è osservato:
(Luigi Loprete, "Gli affreschi della chiesa di Sant'Antonio Abate in Pelugo" in AA.VV., La chiesa di Sant'Antonio Abate in Pelugo, op cit., pag. 48 e 52)
Sulla base di affinità stilistiche si possono attribuire e Cristoforo I altri riquadri a fresco che decorano la facciata: la
Madonna con Bambino, la SS. Trinità, l'Annunciazione, la Processione e San Giorgio.